# İnsani Yardım Vakfı
Pour les articles homonymes, voir IHH.
L’İnsani Yardım Vakfı ou İnsan Hak ve Hürriyetleri ve İnsani Yardım Vakfı ou IHH (prononcé [in.sa:.'ni jɑɾ.'dɯm vak.'fɯ]) est une ONG humanitaire turque d'inspiration musulmane, acteur de référence dans le domaine de l'action humanitaire. L'İHH mène des actions pour venir en aide aux personnes en difficulté en Turquie et à l’étranger.

## Historique

### Théâtres d'action
L'association est fondée en 1992 et enregistrée formellement à Istanbul en 1995. À l'origine, elle a pour but de porter  secours aux Bosniaques lors de la guerre de Bosnie-Herzégovine, elle assiste aussi plus tard des Tchétchènes. Elle a lancé avec une autre ONG turque une importante campagne d'opérations gratuites de la cataracte dans plusieurs pays africains, notamment en Somalie.
Très active dans les Territoires palestiniens, elle dispose d'une antenne à Gaza où elle mène un programme de reconstruction. Elle a réussi à fortement mobiliser le public turc pour la cause palestinienne, particulièrement après l'opération Plomb durci en 2008. Lors d'un dîner de bienfaisance, elle est arrivée à réunir 10 000 personnes, hommes et femmes séparés, en cette occasion, un représentant du Hamas s'est exprimé à la tribune et des chants à la gloire des martyrs d'Allah ont été entonnés.
En 2010, l'association est au-devant de l'actualité internationale pour sa participation à la flottille de Gaza (voir ci-dessous).

### Liens avec l'islamisme politique
En 2006, l'institut danois d'études internationales (DIIS), un organisme créé par le parlement de ce pays en 2002, a fait publier un rapport de l'analyste américain Evan Kohlman intitulé : The Role of Islamic Charities in International Terrorist Recruitment and Financing. Dans ce dernier, il accuse l'IHH d'avoir des accointances avec des groupes islamistes violents. Il cite ainsi un rapport du juge Jean-Louis Bruguière spécialisé dans l'anti-terrorisme selon lequel le fondateur de l'IHH aurait dans les années 1990 participé au recrutement de militants envoyés participer à des luttes jihadistes. Citant encore ce même rapport, il mentionne qu'une étude des appels téléphoniques de l'association à Istanbul donne l'indication de contacts répétés avec une guesthouse d'Al-Qaïda en Italie et indique que Jean-Louis Bruguière, convoqué en tant que témoin expert au procès d'Ahmed Ressam accusé d'avoir planifié un attentat contre l'aéroport international de Los Angeles a clairement souligné en cette occasion que l'IHH était impliqué dans la préparation de l'attaque.
L'association est réputée proche du parti au gouvernement depuis 2003, l'AKP. Ainsi Murat Mercan, président de la commission des affaires étrangères du Parlement et figure de l'AKP a participé au convoi de l'organisation tentant de rallier Gaza par l'Égypte en 2009.
Lors du séisme de 1999 en Turquie, l'IHH s'est illustrée par son efficacité, arrivant dans plusieurs cas sur les lieux de la catastrophe avant les autorités. Des frictions sont apparues entre des organisations humanitaires islamistes dont l'IHH, et l'État turc, en effet, ces associations refusaient que l'État supervise la distribution de leurs dons. De ce fait, le gouvernement turc a pris la décision de leur interdire d'intervenir lors de tremblements de terre. Un autre incident a lieu le 1er janvier 2014, lorsqu'un camion d'aide humanitaire de l'IHH, soupçonné de transporter des armes dans le contexte de la guerre civile syrienne, est brièvement arrêté, mettant au jour des divergences entre justice et gendarmerie d'un côté, et autorités politiques et services secrets de l'autre,.

## Les domaines d'action d'IHH
IHH a organisé son action autour de cinq grands domaines :  l'urgence et secourisme, l'action sociale, la santé, l'aide à l'éducation, les réunions scientifiques.

### Urgence et secourisme
- Opération de sauvetage-recherche et transports des équipements de protection individuelle  vers les endroits  qui en ont besoin[8]
- Hébergement d'urgence et construction des unités de besoin???? (des maisons préfabriquées, des villages des tentes, des villages temporaires, des cuisines ambulantes, des bains et toilettes mobiles
- Distribution des provisions, de nourriture, d'aides vestimentaires
- Assurer des lieux sûrs aux enfants, aux femmes, aux personnes âgées

### Action sociale
- Les aides alimentaires (programme d’aide alimentaire, programme du sacrifice ????, distribution d’aliments pour la rupture du jeûne, restaurants mobiles, distribution de vivres pour les défavorisés…)[9]
- Programmes d’aides pour les orphelins (construction et gestion d’orphelinats, pour les orphelins victimes de la guerre, de tremblement de terre ou autres besoins, aide alimentaire, habillement, éducation, santé, résidence…)[10],[11]
- Aide pour l’habitat et l’habillement (villages de pré fabriques, tentes, reconstruction des maisons détruites, restauration, aide continue pour ceux qui sont dans le besoin quotidien…)
- Projets d’aide à la formation-emploi (pour les familles de bateliers pêcheurs, les agriculteurs, les charpentiers, les tailleurs, les peintres…cours de formation à l’emploi, mise en service de taxis pour les familles défavorisées, institut d’aide au développement pour les femmes…)
- Construction de puits d’eaux et de canalisation[12].

### Santé
- Aides à la construction et à l’amélioration des infrastructures d’hôpitaux (policliniques mobiles et bus de santé, hôpitaux et policliniques fixes, tentes de soins passager, distribution de médicaments et de produits, tentes de sahara, ambulances…)[13]
- Aides à la santé (opérations de la cataracte, gestion du personnel volontaire de la santé dans les régions cibles, réhabilitation des jeunes dépendants de la drogue et de l’alcool, réhabilitation pour les patients atteints du Sida, prévention pour la santé, médecins de préventions-contrôleurs…)[14],[15]

### Aide à l'éducation
- Aides à l’infrastructure scolaire (crèches, écoles primaires, lycées, universités, instituts, centres de jeunesses et construction ou restauration d’institutions scolaires, laboratoires de chimies et d’ordinateurs, bibliothèques, salles de sports…)[16]
- Aides aux accessoires scolaires (cartables, livres d’éducations, uniformes scolaires, matériels scolaires, aides aux cantines et aux accessoires scolaires)
- Aides pour la formation à l’emploi (accès à un métier, possibilité d’approfondir ses connaissances dans son domaine grâce à la formation continué d’aide à l’emploi…)[17]

### Projets visant à augmenter le niveau de conscience
IHH mène des projets ainsi que des conférences et des symposiums afin d'augmenter le niveau de conscience [évasif]  dans des régions diverses, qui ont besoin d'aide, dans le monde.

## Les origines de la flottille de Gaza

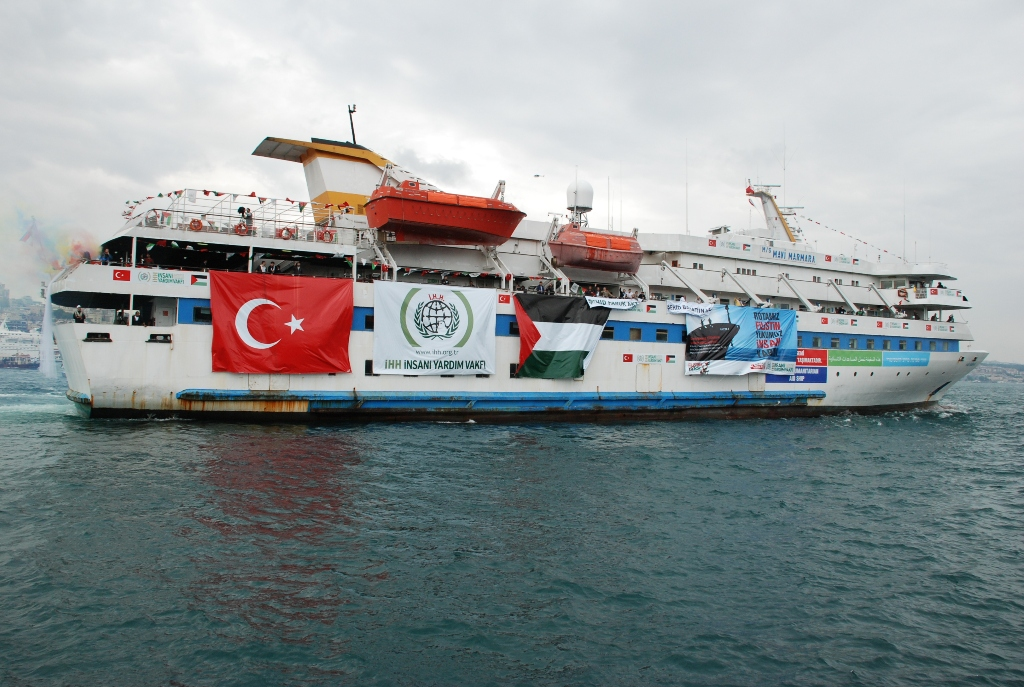
Le Mavi Marmara, bateau pris d'assaut par les forces israéliennes aux couleurs de la Palestine, de la Turquie et de l'IHH.

L'association est en mai 2010, coorganisatrice avec le mouvement Free Gaza d'une mission humanitaire visant à apporter par la mer du ravitaillement à la bande de Gaza sous embargo israélien. Elle achète pour l'occasion le Mavi Marmara, un navire pour passagers d'une capacité de 1 080 personnes qu'elle charge de matériel destiné aux Gazaouis. Le départ du navire d'Istanbul est fixé pour le 12 mai. En plus de ce navire, deux autres bâtiments de l'association prennent part à la mission, le Gazze et le Defne Y contenant 150 tonnes de fer, 98 générateurs électriques, 50 maisons préfabriquées, des éléments d'aires de jeu pour enfants et du matériel médical.

### Abordage de la flottille de Gaza
Malgré les mises en garde réitérées du gouvernement israélien les informant qu'ils violaient l'espace maritime israélien, la flottille persiste dans ses intentions d'accoster. Selon le Rapport Palmer, les navires sont alors illégalement arraisonnés par l'armée israélienne dans les eaux internationales (art.109-110) du Rapport Palmer. Cependant cette commission a considéré qu'il était raisonnable pour la marine israélienne de conclure que les navires se dirigeaient vers Gaza, ce qu'ils ont déclaré à plusieurs reprises, avec l'intention de violer le blocus. De ce fait une interception pouvait légalement prendre place en haute mer, éventuellement par la force en cas de résistance, mais de sérieuses questions se posent quant à savoir si la mise en œuvre de cette interception a été exécutée « de manière appropriée », l'abordage ayant été fait par surprise sans aucune sommation (art. 109-110). Elle leur proposait de débarquer librement et légalement au port d'Ashdod. La flottille n'a pas tenu compte de ces avertissements.
L'opération se solde par dix morts dans les rangs des protestataires ainsi que par des blessés légers au sein des forces israéliennes. Dans un nouveau site de l'association créé après l'assaut, l'IHH indique que les objectifs de l'association étaient strictement humanitaires et qu'aucun des participants ne disposait d'armes, indiquant que les accusations d'Israël concernant un hypothétique armement constituent un « immense mensonge ».
Selon le média israélien « Yediot Aharonot », la plupart des membres de l'association présents sur le Mavi Marmara n'avaient pas de papiers d'identité, portaient sur eux d'importantes sommes d'argent, étaient équipés de gilets pare-balles en kevlar, de lunettes de vision nocturne, de couteaux, de barres de fer et de frondes.
À l'appel de l'IHH, une manifestation est organisée place Taksim à Istanbul après que l'attaque a eu lieu, le jour même, rassemblant plusieurs milliers de personnes aux cris de « Dieu est plus grand » (Allahou Akbar) et « maudit soit Israël ».

### Suspicions de liens entre l'IHH et le terrorisme
Le 3 juin 2010, le juge Jean-Louis Bruguière, chargé de l'anti-terrorisme en France, a été interviewé par l'agence Associated Press  sur les liens entre IHH et le jihad mondial. Il a déclaré que malgré la difficulté de prouver ce fait, tous les éléments de l'enquête (y compris l'Attaque du Millénaire préparée contre l'aéroport de Los Angeles en 1999) démontraient qu'au moins certaines des activités d'IHH servaient à couvrir des activités jihadistes, et qu'une partie des activités d'IHH n'avait rien à voir avec la charité, mais servait de canal pour transférer des fonds aux terroristes. Il a ajouté être convaincu que la stratégie était claire et bien connue pour IHH. Il a souligné que les liens avec des terroristes étaient étendus et intensifs, et qu’il était peu probable que les chefs de l'organisation n'en soient pas conscients.

### Conclusions du Rapport Palmer sur IHH
Le Rapport Palmer note que İnsani Yardım Vakfı (IHH) propriétaire du Mavi Marmara et du Gazze serait « soupçonnée d'apporter son soutien au Hamas qui contrôle la bande de Gaza mais qu'aucune preuve suffisante permet de confirmer cette accusation ». Le Hamas est classé comme organisation terroriste par de nombreux États. Par ailleurs la Commission émet des réserves quant à la mission purement humanitaire de cette flottille telle qu’alléguée par ses organisateurs, elle note qu'« il est difficile de comprendre pourquoi tant de passagers [700] ont été embarqués et dans quel but » et que « la qualité et la valeur de la plupart des biens humanitaires à bord des navires était discutable », elle note aussi « qu'il y avait bien quelques produits alimentaires et de biens médicaux à bord du Mavi Marmara, mais qu'il semble que ceux-ci étaient destinés au voyage » et que les « fournitures humanitaires » se trouvaient être de la nourriture ou des jouets se trouvant dans les bagages des passagers. Cet état des choses a été aussi constaté sur deux autres navires, le Sfendoni et le Challenger. Elle considère aussi que « le nombre de journalistes embarqués sur les navires donne davantage de poids à la conclusion que le but premier de la flottille a été de générer de la publicité ». le rapport mentionne dans son article 91, « il y avait parmi les passagers « un "noyau dur" d'environ 40 militants du IHH qui avaient un contrôle effectif sur le navire pendant le voyage et qui n'ont pas été soumis à des contrôles de sécurité quand ils sont montés à bord du Mavi Marmara à Istanbul ». La Commission termine ses conclusions concernant la flottille en notant que « Bien que les gens ont le droit d'exprimer leurs opinions politiques, la flottille a agi de façon imprudente en tentant de violer le blocus naval » elle considere aussi que bien que la majorité des participants n'avaient pas d'intentions violentes qu'il existe « de sérieuses questions sur la conduite, la vraie nature et les objectifs des organisateurs de la flottille, notamment l'IHH. »